# Sillus curvispinus
Sillus curvispinus är en spindelart som beskrevs av F. O. Pickard-Cambridge 1900. Sillus curvispinus ingår i släktet Sillus och familjen spökspindlar.
Artens utbredningsområde är Panama. Inga underarter finns listade i Catalogue of Life.